# Caroebe
Caroebe är en kommun i Brasilien.   Den ligger i delstaten Roraima, i den norra delen av landet, 2 300 km nordväst om huvudstaden Brasília. Antalet invånare är 8 114.
I omgivningarna runt Caroebe växer i huvudsak städsegrön lövskog. Trakten runt Caroebe är nära nog obefolkad, med mindre än två invånare per kvadratkilometer.